# Réserve naturelle régionale des sites d'intérêt géologique de la presqu'île de Crozon
La réserve naturelle régionale des Sites d'intérêt géologique de la presqu'île de Crozon (RNR270) est une réserve naturelle régionale à caractère géologique située en Bretagne, à l'extrémité occidentale du Parc naturel régional d'Armorique. Classée en 2013, elle occupe une surface de 156,4 hectares.

## Localisation

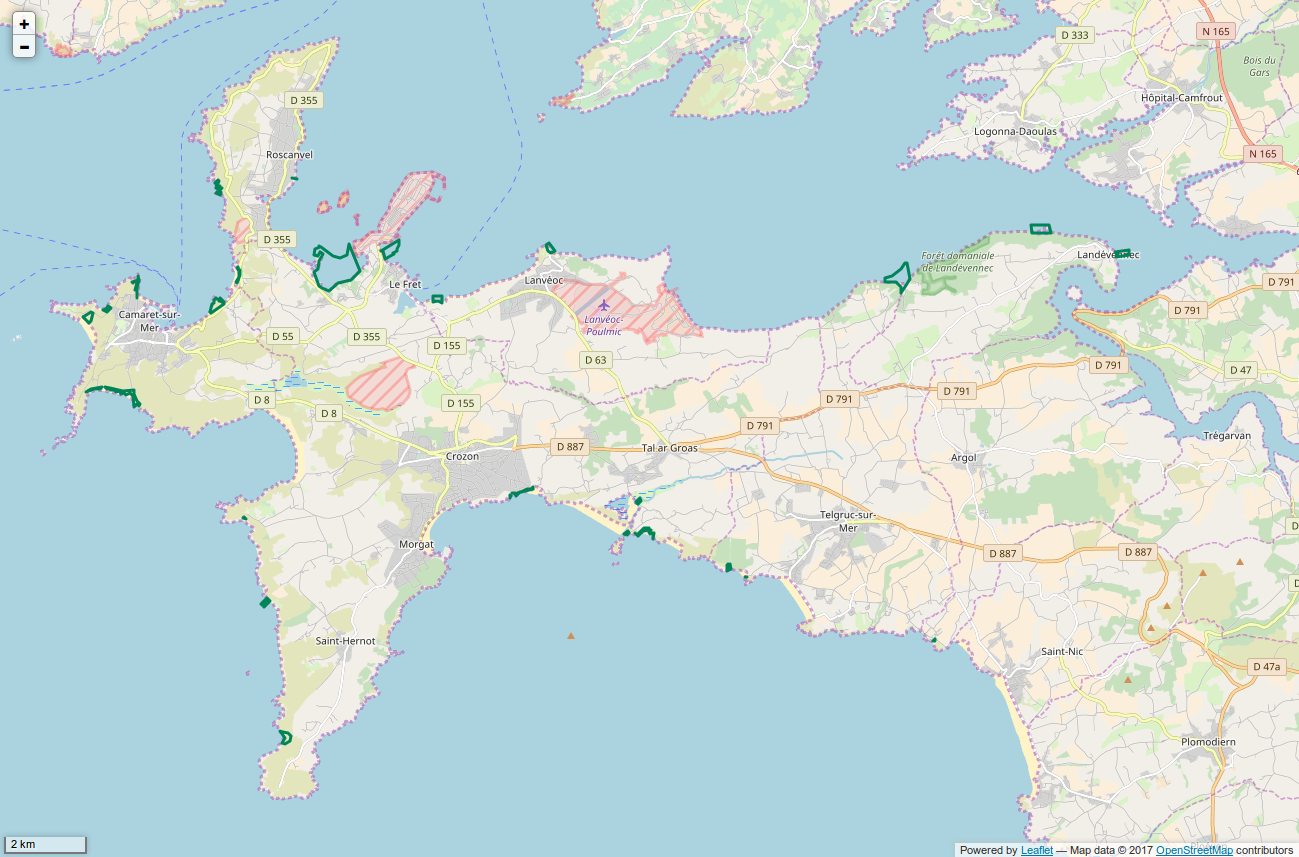
Périmètre de la réserve naturelle.

Le territoire de la réserve naturelle est dans le département du Finistère, sur les communes d'Argol, Camaret-sur-Mer, Crozon, Landévennec, Lanvéoc, Roscanvel et Telgruc-sur-Mer. Il se compose de 27 sites formés principalement de falaises en bord de mer et répartis sur le pourtour de la presqu'île de Crozon. La surface terrestre est de 28,69 ha, la surface sur le domaine public maritime atteignant 127,71 ha.

## Histoire du site et de la réserve
Située hors des Monts d'Arrée, la presqu’île de Crozon est composée de terrains sédimentaires dont l’âge est compris entre 550 et 370 millions d’années. Ces terrains sont des anciens dépôts marins de sable et de vase qui ont évolué ensuite en se solidifiant en grès et en schistes.

## Écologie (biodiversité, intérêt écopaysager…)

### Géosites
L'intérêt de la presqu’île de Crozon pour la géologie est connu depuis longtemps. Dans les années 1980, un inventaire du patrimoine géologique a été réalisé par la Société Géologique et Minéralogique de Bretagne. Le réseau des 27 géosites choisis constitue des archives géologiques à ciel ouvert,.

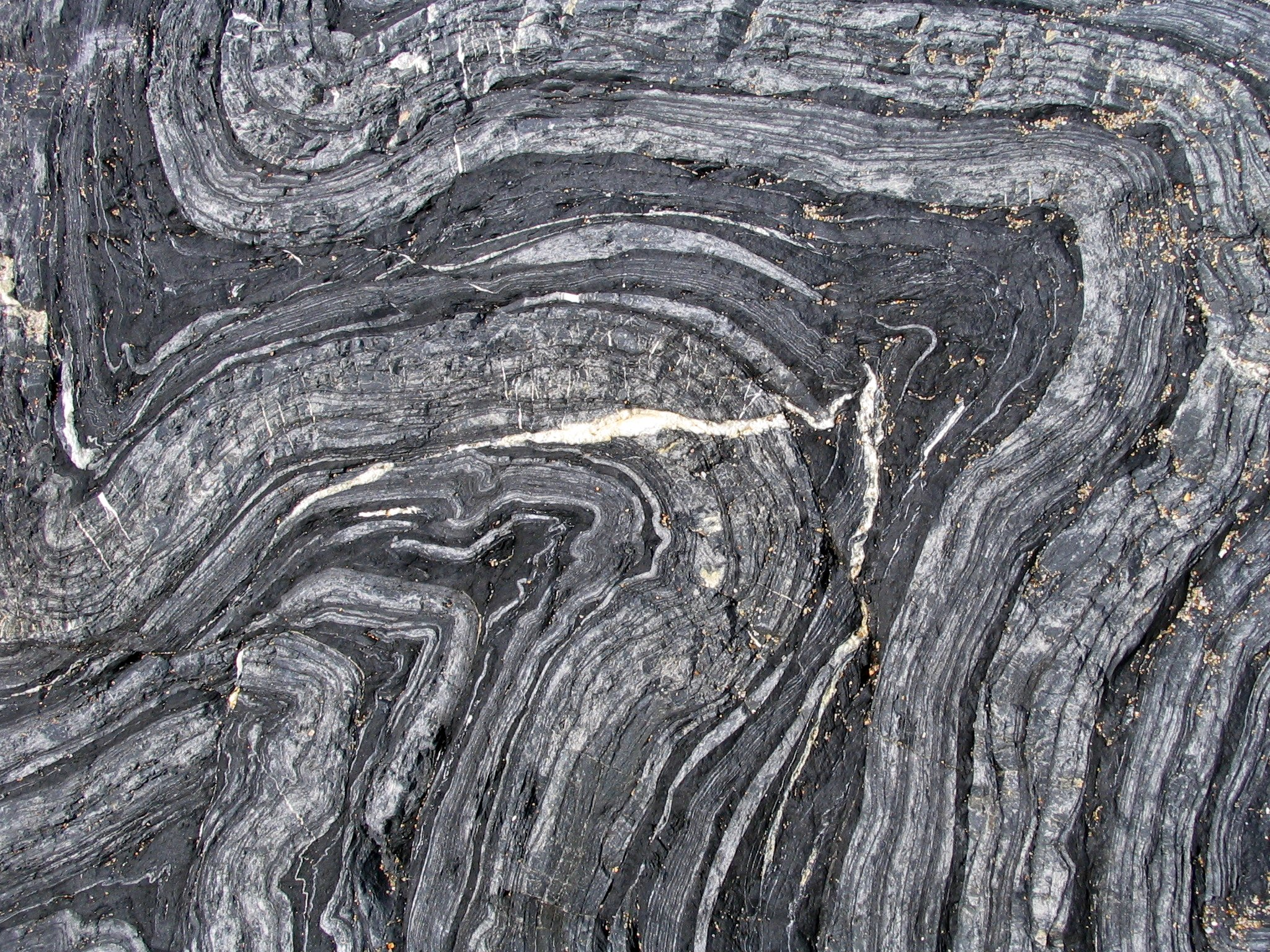
Schistes plissés

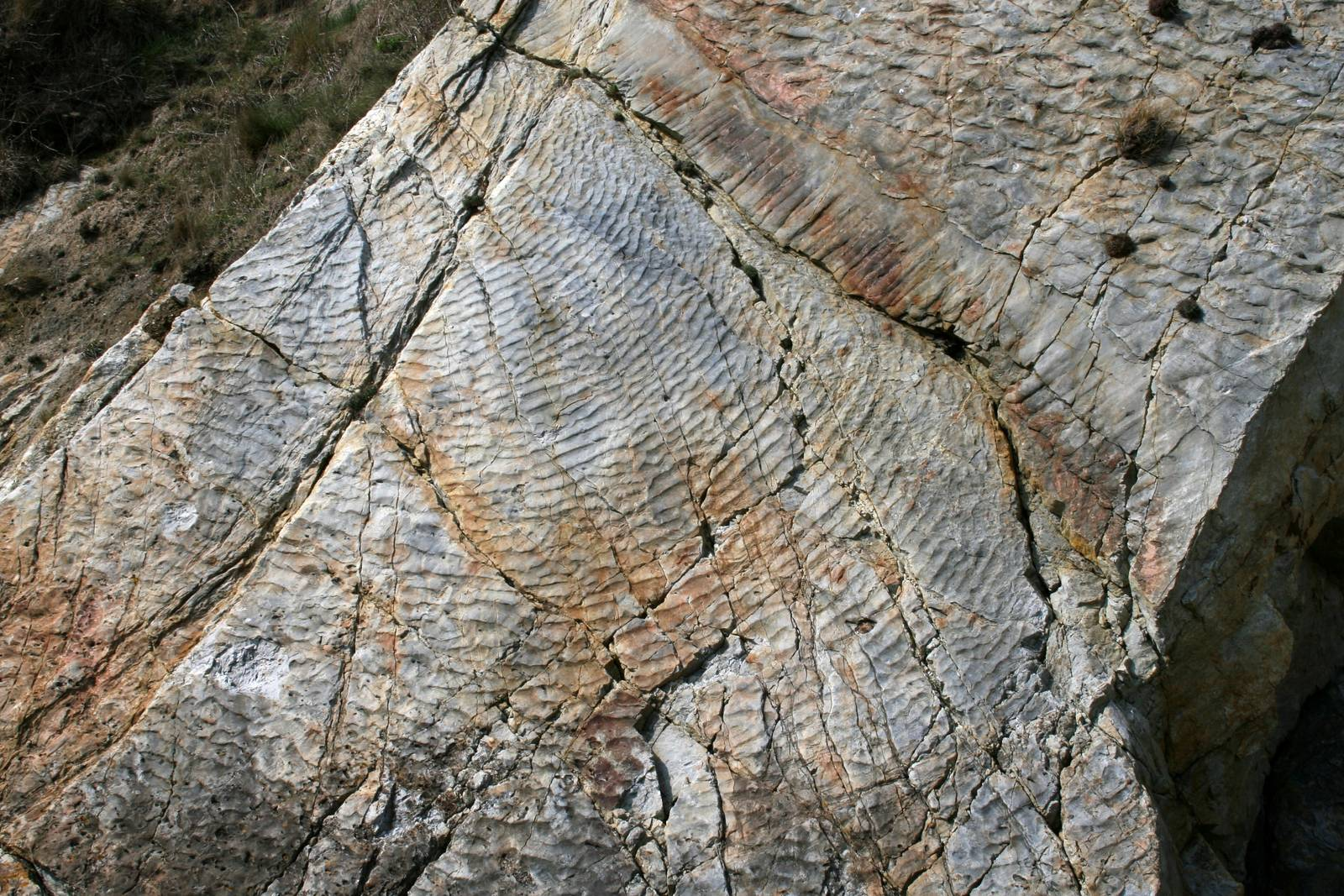
Surface à ripples-marks

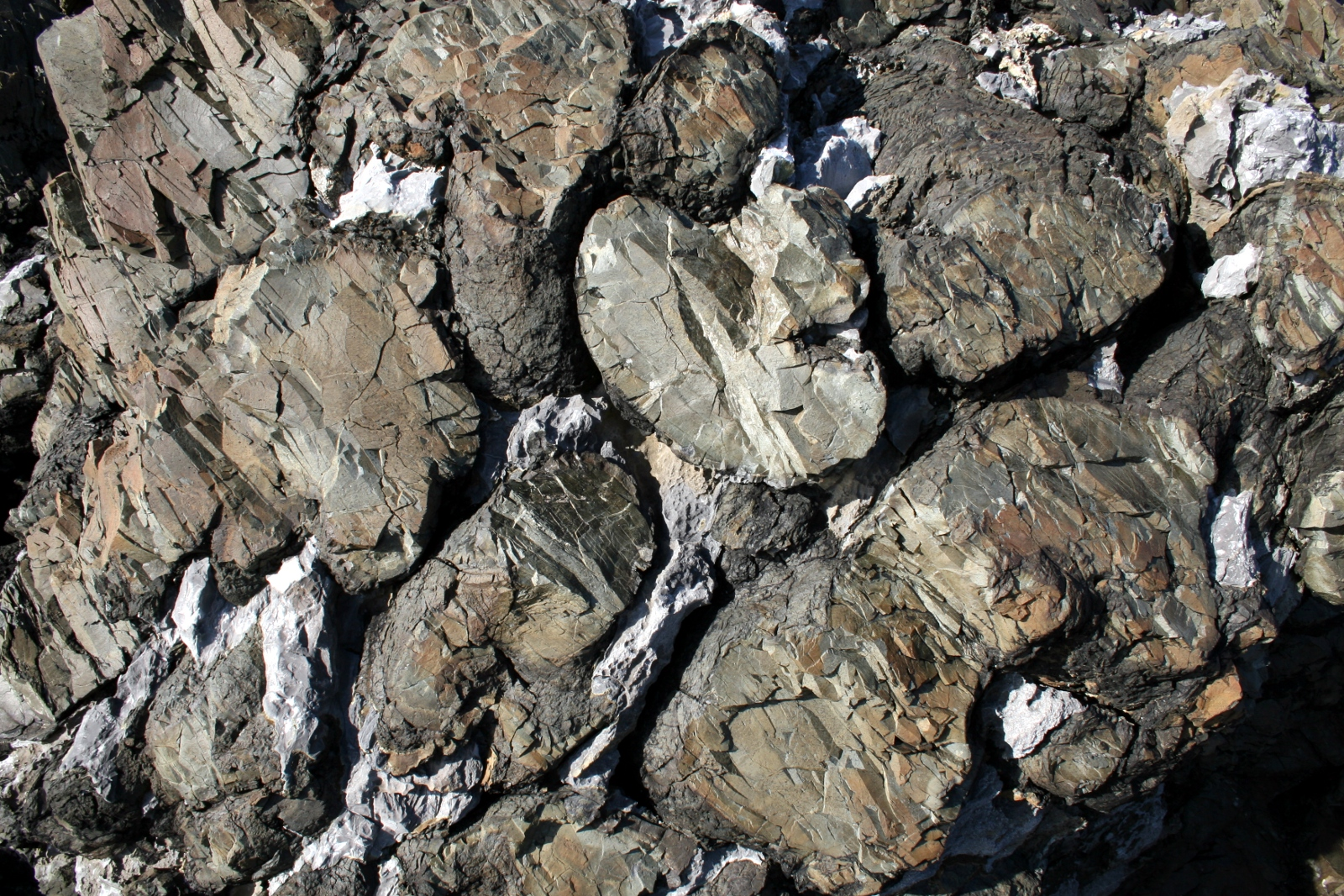
Pillow-lavas

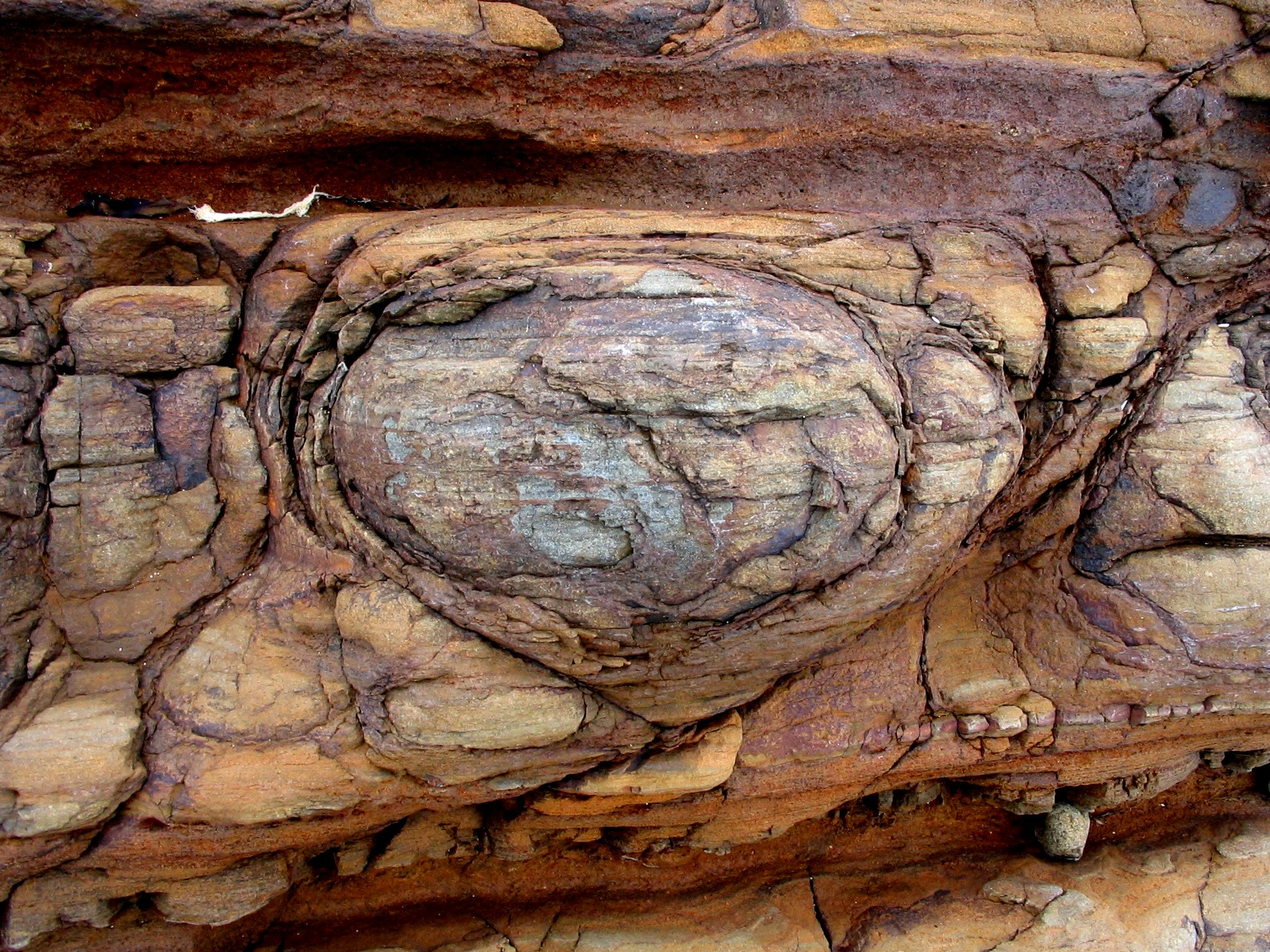
Tufs à Raguenez

| Nom du site                | Commune              | Particularités |
| -------------------------- | -------------------- | --- |
| Keric Bihan                | Argol                | Briovérien plissé : falaises avec superposition de plis droits synschisteux (hercyniens) à des plis couchés de générations plus anciennes                                   |
| Quillien                   | Argol                | Éboulis lité de versant périglaciaire |
| Pen Hat                    | Camaret-sur-Mer      | Coupe de référence Quaternaire |
| Pointe du Gouin - Correjou | Camaret-sur-Mer      | Dalles à rides et mégarides dans le Grès Armoricain – surfaces à « ripples-marks »                                                                                          |
| Pointe Sainte Barbe        | Camaret-sur-Mer      | Pli anticlinal dans le Grès Armoricain |
| Porz Naye                  | Camaret-sur-Mer      | Discordance du Paléozoïque sur le Briovérien |
| Veryac'h                   | Camaret-sur-Mer      | Coupe continue la plus complète dans l'Ordovicien et le Silurien du Massif Armoricain                                                                                       |
| Enez Louarn                | Crozon               | Coupe continue dans le Dévonien moyen et contact par faille avec le Dévonien supérieur                                                                                      |
| Lostmarc'h                 | Crozon               | Coulées basaltiques à pillow-lavas, brèches à éléments volcaniques (Ordovicien supérieur)                                                                                   |
| Plage de la Source         | Crozon               | Coupe de référence de la formation des schistes de Raguenez (Ordovicien supérieur)                                                                                          |
| Pointe de Raguenez         | Crozon               | Formations volcano-sédimentaires (brèches et tufs) de l'Ordovicien supérieur                                                                                                |
| Porz Koubou                | Crozon               | Plage fossile holsténienne dite plage rousse |
| Porz Kregwenn              | Crozon               | Quartz améthyste |
| Postolonnec                | Crozon               | Coupe de référence de la formation des schistes de Postolonnec (Ordovicien moyen et supérieur)                                                                              |
| Rozan                      | Crozon               | Localité-type de la formation des tufs et calcaires de Rozan (Ordovicien supérieur)                                                                                         |
| Saint Fiacre               | Crozon               | Coupe de référence de Saint-Fiacre dans les formations du Dévonien inférieur, moyen et supérieur                                                                            |
| Trez Rouz                  | Crozon               | Coupe dans le Quaternaire, trois niveaux périglaciaires à blocs séparés par deux niveaux lacustres interglaciaires                                                          |
| Le Zorn                    | Crozon               | Coupe de référence dans la formation du Zorn du Dévonien moyen à supérieur                                                                                                  |
| Le Loc'h                   | Argol et Landévennec | Poulier en chicane ou en vis-à-vis |
| Le Sillon des Anglais      | Landévennec          | Flèche à pointe libre sub-parallèle à la côte à crochets multiples |
| Le Sillon du Pal           | Landévennec          | Flèche à pointe libre à crochets dus aux courants de marée |
| Le Fort                    | Lanvéoc              | Coupe de référence dans la formation des Grès de Landévennec, passage aux schistes et calcaires de l'Armorique (Gédinnien)                                                  |
| Run ar C'hrank             | Lanvéoc              | Coupe de référence des formations de Run ar C'hrank, Beg ar Arreun et Pen an Ero (Dévonien)                                                                                 |
| La Fraternité              | Roscanvel            | Série de plis asymétriques du style tectonique régional / schistes et calcaires de l'Armorique et plissements                                                               |
| Pointe du Drezec           | Roscanvel            | Coupe de référence de la formation de Quelern (Dévonien moyen) |
| Beg ar Gwin                | Telgruc-sur-Mer      | Discordance du Paléozoïque sur le Briovérien (infra-arénigienne) |
| Trez Bihan                 | Telgruc-sur-Mer      | Coulée à pillow-lavas dans le Briovérien, coussins aplatis par la déformation synschisteuse également responsable de la verticalisation de la coulée sur le flanc d'un pli. |

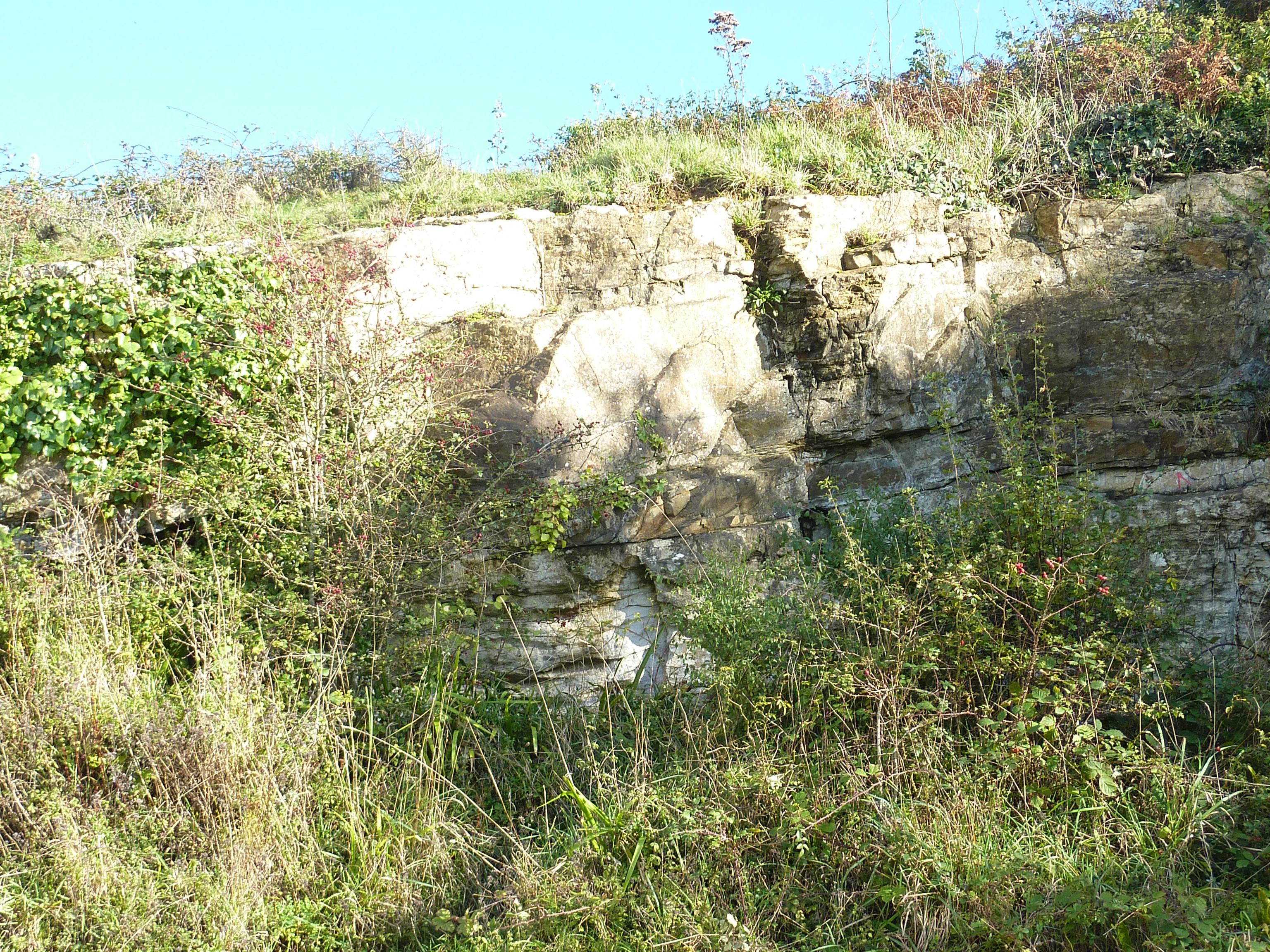
Gisement de calcaire à Rozan

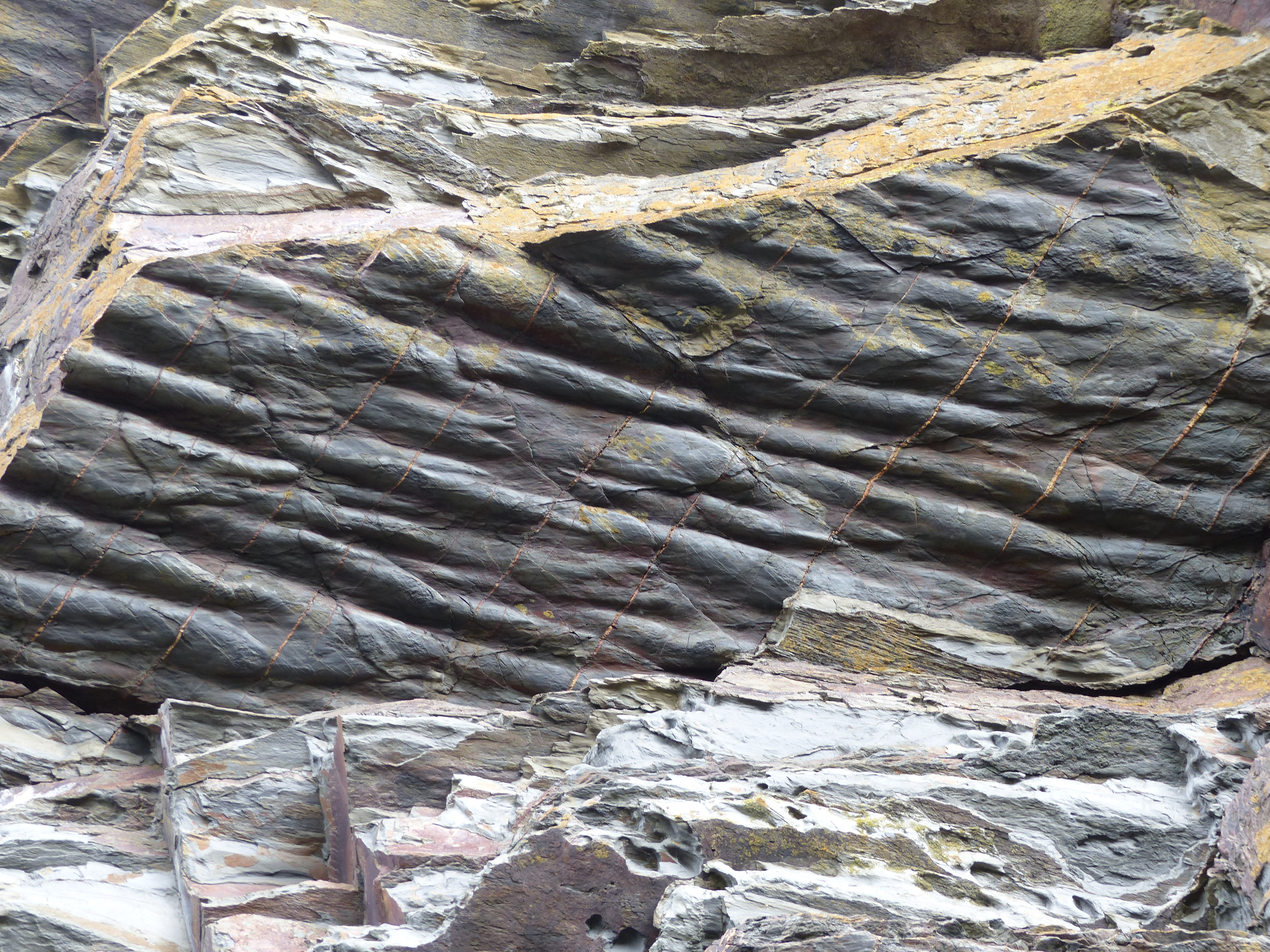
Formation du Briovérien

A la pointe de Lostmarc'h, peut y observer des faciès liés, dans l'Ordovicien supérieur, au volcanisme sous-marin daté de 448 millions d’années avant notre ère : pillow lavas et brèches volcaniques litées et granoclassées.
« L'érosion différentielle marine accentue le contraste entre les formations volcaniques, disposées ici en bancs parallèles avec un pendage de 75°N. Les coulées de basalte et les brèches très résistantes donnent deux minces murailles déchiquetées qui s'avancent parallèlement et profondément dans les flots, avec falaises verticales, formant les branches de la queue de cheval (Lostmac'h), de la presqu'île tourmentée, haute d'une trentaine de mètres, large d'autant à sa base et longue de 150 mètres. La branche Nord, formée par des coulées à pillows-lavas emballées dans un carbonate de calcium blanc, est bordée sur sa face septentrionale par un tuf, brèche formée par des fragments noirâtres de laves, morceaux de coulées et de pillows éclatés sous l'eau, remaniés, classés par la mer ordovicienne en éléments de quelques millimètres à plusieurs centimètres ; le tout emballé dans un ciment calcaire blanc. Certains tufs, attaqués par la mer sont en retrait par rapport aux coulées. On distingue des tufs qui correspondent à des laves qui se sont mises en place dans des sédiments calcaires meubles du fond sous marin et des tufs fossilifères qui proviennent du remaniement sous l'eau du matériel pyroclastique et qui contiennent des calcaires blancs fossilifères. A ces tufs sont associés des minerais de fer d'origine volcanique transformés en surface en limonite ».

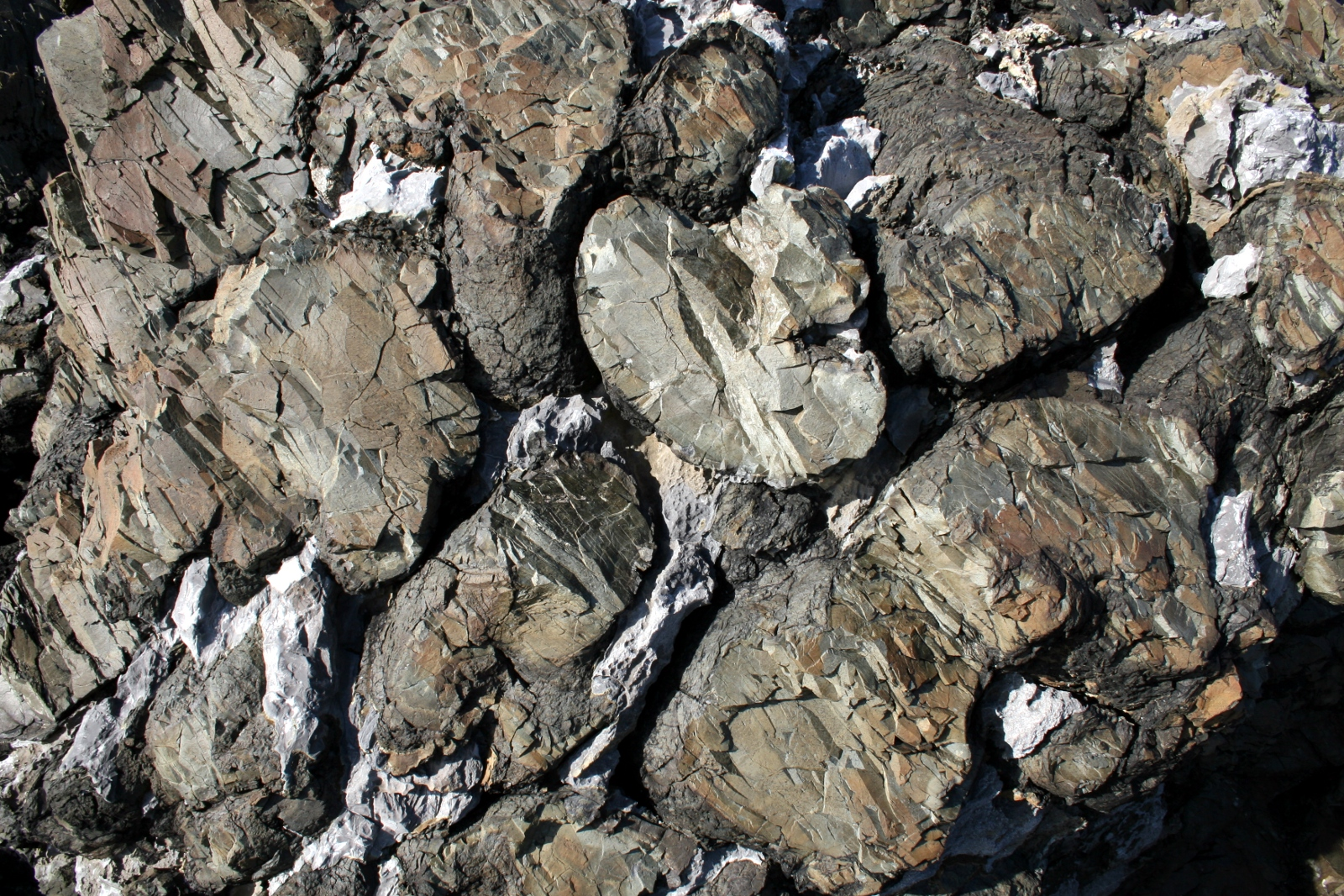
Pillow lavas
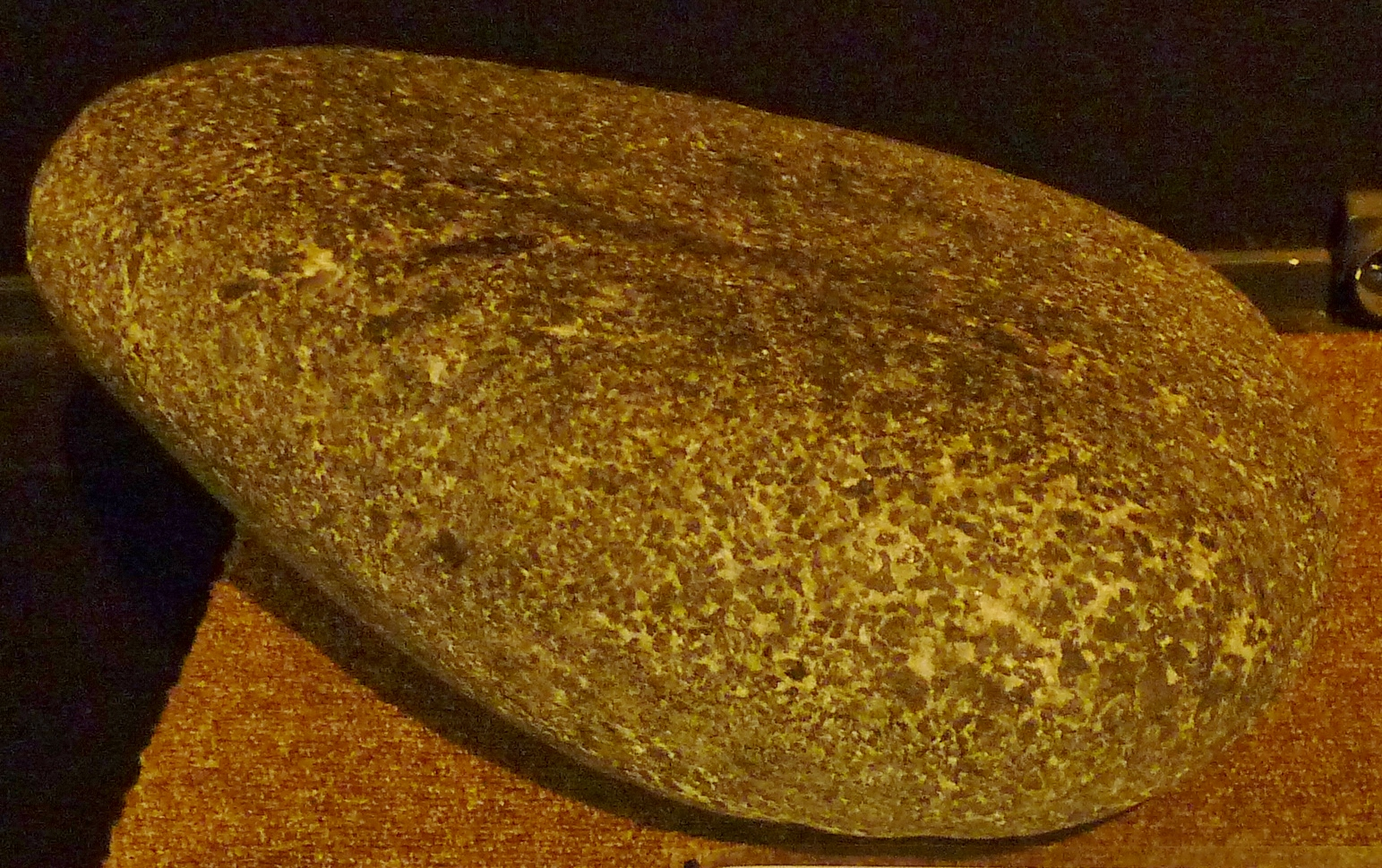
Brèche sous-marine provenant d'une coulée de lave.

### Flore et faune
Bien que l'intérêt principal de la réserve naturelle soit géologique, elle abrite des milieux variés qui hébergent une forte diversité d'espèces. On y trouve principalement des landes sèches, des falaises et des dunes grises. Parmi les espèces faunistiques les plus patrimoniales, on peut citer la Loutre d'Europe, le Phoque gris, le Crave à bec rouge, le Grand rhinolophe et l'Escargot de Quimper.
Pour la flore remarquable, on note la fougère Trichomanès remarquable, l'Oseille des rochers, la Petite statice, le Grémil à rameaux étalés et le Sérapias à petites fleurs.

## Intérêt touristique et pédagogique
La plupart des sites sont accessibles directement depuis le littoral ou par le sentier côtier. La maison des minéraux à Crozon permet de sensibiliser le public.

## Administration, plan de gestion, règlement
La réserve naturelle est gérée par la Communauté de communes de la presqu'île de Crozon. Elle est labellisée  Espace Remarquable de Bretagne (ERB) par la Région Bretagne en 2013.
Tout prélèvement est interdit sur les sites composant la réserve naturelle.

### Outils et statut juridique
La réserve naturelle a été créée par une délibération du 18 octobre 2013 pour une durée de 6 ans reconductible.